# Ніклас Дорш
Ніклас Дорш (нім. Niklas Dorsch, нар. 15 січня 1998, Ліхтенфельс) — німецький футболіст, півзахисник клубу «Аугсбург».

## Клубна кар'єра
Народився 15 січня 1998 року в місті Ліхтенфельс. Розпочинав грати у футбол в команді «Баєрсдорф», де провів чотири роки, після чого з 2006 по 2009 рік він відвідував школу «Рехау», перш ніж перейти в молодіжну команду «Нюрнберга». 
2012 року він був підписаний «Баварією» і влітку 2015 року, у віці 17 років, був переведений до складу другої команди «Баварія II», хоча спочатку грав лише за команду U19 в Юніорській Бундеслізі. 5 березня 2016 року він дебютував за другу команду в Регіональній лізі «Баварія», четвертому дивізіоні країни у виїзній грі проти «Вакера» (Бургхаузен). Після шести матчів чемпіонату в своєму дебютному сезоні, у наступному сезоні він вже став основним гравцем, зігравши 24 іграх ліги і забивши три голи. З сезону 2007/18 Дорш став капітаном другої команди.
За першу команду Дорш дебютував у Бундеслізі 28 квітня 2018 року в домашній грі  проти «Айнтрахта» (Франкфурт) (4:1). Тренер команди Юпп Гайнкес вирішив приберегти більшість основних гравців на цю гру чемпіонату, який вони вже виграли, оскільки команда мала зіграти матч півфіналу Ліги чемпіонів проти "Реалу" через три дні. В результаті Дорш вийшов у стартовому складі і відкрив рахунок у грі на 43-й хвилині завдяки передачі Сандро Вагнера. Втім цей матч так і залишився єдиним для Дорша за першу команду мюнхенців, а вже по завершенні сезону контракт гравця завершився і він покинув клуб.
23 травня 2018 року Дорш на правах вільного агента перейшов у клуб Другої Бундесліги «Гайденгайм», з яким підписав трирічну угоду. Там Ніклас швидко став основним гравцем і допоміг команді у першому сезоні посісти високе 5-те місце, а у наступному третє, яке дозволило його команді зіграти у плей-оф за право виходу до Бундесліги, яке його команда програла «Вердеру».
У липні 2020 року Дорш переїхав до Бельгії до місцевого клубу «Гент», з яким підписав чотирирічний контракт. 7 липня 2021 перейшов до «Аугсбургу».

## Виступи за збірні
На рівні збірних дебютував 9 листопада 2012 року у складі юнацької збірної Німеччини (U-15), яка виграла товариський матч проти однолітків з Південної Кореї (1:0) в Інгельгаймі. З 2014 року виступав у збірній до 17 років, за яку провів загалом 15 міжнародних матчів. У травні 2015 року він брав участь у юнацькому чемпіонаті Європи U-17 у Болгарії, але в першому матчі групового етапу проти Бельгії зазнав серйозної травми і змушений був поїхати додому, а команда в підсумку здобула срібні нагороди. Цей результат дозволив команді у жовтні того ж року поїхати і на юнацький чемпіонат світу у Чилі, де Дорш зіграв усі чотири турнірні матчі та вилетів із командою у 1/8 фіналу в грі проти Хорватії. В результаті за підсумками того сезону отримав Срібну медаль Фріца Вальтера (U-17).
У 2016 році Дорш двічі зіграв за команду U-19. 12 жовтня 2018 року він дебютував у збірній до 20 років, яка завершила товариський матч проти однолітків з Нідерландів у Меппені нічиєю 1:1. Всього за цю збірну він зіграв 6 матчів, а загалом на юнацькому рівні взяв участь у 24 іграх.
5 вересня 2019 року Дорш дебютував у складі молодіжної збірної Німеччини в зустрічі проти збірної Греції (2:0), в якому забив свій перший гол нга рівні збірних. Всього на молодіжному рівні зіграв у 4 офіційних матчах, забив 1 гол.

## Досягнення
- Чемпіон Європи (U-21): 2021

### Нагороди
- Срібна медаль Фріца Вальтера (U-17): 2015